# Ланево (Вармінсько-Мазурське воєводство)
Ланево (пол. Łaniewo, нім. Launau) — село в Польщі, у гміні Лідзбарк-Вармінський Лідзбарського повіту Вармінсько-Мазурського воєводства.
Населення — 393 особи (2011).
У 1975—1998 роках село належало до Ольштинського воєводства.

## Демографія
Демографічна структура станом на 31 березня 2011 року:
|          | Загалом | Допрацездатний вік | Працездатний вік | Постпрацездатний вік |
| -------- | ------- | ------------------ | ---------------- | -------------------- |
| Чоловіки | 195     | 40                 | 134              | 21                   |
| Жінки    | 198     | 40                 | 109              | 49                   |
| Разом    | 393     | 80                 | 243              | 70                   |